# Matteo di Cione
Pour les articles homonymes, voir Di Cione.
Matteo di Cione (né à Florence et mort dans cette même ville vers 1390) est un sculpteur florentin.

## Biographie
Ses frères Andrea Orcagna, Jacopo et Nardo di Cione ont été des architectes et des peintres.